# The Shadow of Zorro
The Shadow of Zorro là trò chơi điện tử thuộc thể loại hành động phiêu lưu góc nhìn thứ ba dựa theo nhân vật Zorro do hãng In Utero phát triển và Cryo Interactive phát hành vào năm 2002 trên hệ máy PlayStation 2 và PC.

## Cốt truyện
Trò chơi lấy bối cảnh ở California thời thuộc địa Tây Ban Nha vào năm 1822, Người chơi trong vai Don Diego de la Vega, một viên quý tộc chính là hóa thân của người hùng thầm lặng lừng danh Zorro. Câu truyện bắt đầu khi viên cảnh sát trưởng mới nhậm chức là Fuertes, được biết đến với cái tên Hacienda de la Vega. Don Alejandro, cha của Don Diego nghi ngờ rằng Fuertes chính là tên tội phạm khủng khiếp "Boucher de Zaragoza" mà mọi người đều nghĩ là đã chết. Zorro bắt đầu âm thầm điều tra Fuertes và đám bạn của hắn nhằm tìm ra chân tướng sự việc.

## Lối chơi
The Shadow of Zorro là game hành động phiêu lưu góc nhìn thứ ba. Người chơi sẽ điều khiển Zorro trong nền đồ họa hoạt hình 3D thời gian thực. Lối chơi chủ yếu gồm hai quá trình điều tra và thăm dò tin tức yếu nhân tại các địa điểm trong game để thực hiện nhiệm vụ được giao, phần lớn người chơi sẽ thâm nhập bí mật và giáp chiến vào những nơi đầy rẫy quân thù. Zorro có thể chiến đấu với các loại vũ khí khác nhau như dao găm, súng lục hay kiếm. Những trận đấu kiếm được thực hiện bằng cách sử dụng một hệ thống tổ hợp phím cho phép người chơi xác định kiểu chiến thuật phù hợp để tiêu diệt kẻ thù.

## Đón nhận
The Shadow of Zorro chỉ nhận được đánh giá ở mức tồi tệ. Trang web tổng hợp đánh giá MobyGames cho game mức điểm trung bình 53/100 dựa trên mười lời phê bình, riêng phiên bản PC thì chỉ có một lời đánh giá còn lại mọi chỉ trích đều nhắm vào bản PlayStation 2. Futuregamez.net thưởng cho game mức điểm 49% nói rằng trò chơi "có vẻ rất kém phát triển với những cấu trúc màn chơi nghèo nàn". Trang web Jeuxvideo.com chấm cho game số điểm 13/20 với lời tán dương phần đồ họa tuyệt đẹp, nhạc nền và lịch sử tốt, tất cả những yếu tố này đang thể hiện sự tôn trọng thế giới của các anh hùng, nhưng lại chỉ trích diễn hoạt tàm tạm, đấu kiếm thường lặp đi lặp lại rất nhàm chán kèm theo AI tệ hại. Việc chuyển đổi qua PC gây thất vọng não nề với phần diễn hoạt thê thảm không thích hợp để hỗ trợ. ·  Trang web phê bình GameSpot chấm cho game số điểm 2/10 vì cho rằng lối chơi kém sáng tạo và có quá nhiều lỗi tai hại, hối tiếc rằng trò chơi đã không được hưởng lợi từ quá trình phát triển lâu dài sẽ cho phép lối chơi đạt đến tầm cao của đồ họa và diễn hoạt..